# Adams County (Colorado)
Adams County [ˈædəmz] ist eine Verwaltungseinheit (County) im Nordosten des US-Bundesstaates Colorado, die im Jahr 1902 aus dem nördlichen Teil des Bezirks Arapahoe hervorging und nach Alva Adams, einem seinerzeit in der Region populären Gouverneur, benannt wurde. Im Jahr 1989 wurde ein Teil des südwestlichen Adams’ der Stadt Denver zugeschlagen, um den Bau des Denver International Airports und dessen Zufahrtsweg (Peña Boulevard) zu realisieren. Im Jahr 2001 verlor der Bezirk einen weiteren kleinen Teil im Nordwesten, als sich die Stadt Broomfield zu einem unabhängigen Stadtkreis erklärte.
Die größte vollständig im County liegende Stadt ist Thornton mit rund 105.000 Einwohnern, während vom etwa dreimal so großen Aurora nur etwa 42.000 Einwohner in Adams County leben. Verwaltungssitz von Adams County ist Brighton.

## Geographie
Adams County liegt im zentralen bis nordöstlichen Teil von Colorado und erstreckt sich über ein Gebiet von rund 115 km Länge und mehrheitlich etwa 30 km Breite. Es wird dabei von den Bezirken Weld, Morgan, Washington, Arapahoe, Denver, Boulder und Jefferson umschlossen. Auf die Gesamtfläche von 3.102 Quadratkilometern entfallen 15 km² Gewässer, von denen der South Platte River sowie der zum State Park erklärte Barr Lake die bedeutendsten sind.

## Bevölkerung
Die Mehrheit der Bevölkerung lebt im westlichen Teil des Bezirks, wo Adams County Anteil an der Metropolregion Denver-Aurora hat. Der Großteil des Territoriums ist auf einer Länge von rund 85 km gen Westen dagegen kaum besiedelt. 63,3 Prozent der Bevölkerung sind Weiße und 28,2 Prozent Hispanier 37 % der Bevölkerung sind jünger als 18, während 7,8 Prozent älter als 65 Jahre sind, der Altersschnitt beträgt 31,4 Jahre.

## Demografische Daten

Alterspyramide des Adam Countys (Stand: 2000)

Nach der Volkszählung im Jahr 2000 lebten im County 363.857 Menschen. Es gab 128.156 Haushalte und 92.144 Familien. Die Bevölkerungsdichte betrug 118 Einwohner pro Quadratkilometer. Ethnisch betrachtet setzte sich die Bevölkerung zusammen aus 77,29 Prozent Weißen, 2,97 Prozent Afroamerikanern, 1,19 Prozent amerikanischen Ureinwohnern, 3,21 Prozent Asiaten, 0,12 Prozent Bewohnern aus dem pazifischen Inselraum und 11,73 Prozent aus anderen ethnischen Gruppen; 3,49 Prozent stammten von zwei oder mehr Ethnien ab. 28,19 Prozent der Bevölkerung waren spanischer oder lateinamerikanischer Abstammung.
Von den 128.156 Haushalten hatten 37,8 Prozent Kinder und Jugendliche unter 18 Jahre, die bei ihnen lebten. 53,8 Prozent waren verheiratete, zusammenlebende Paare, 12,1 Prozent waren allein erziehende Mütter. 28,1 Prozent waren keine Familien. 21,2 Prozent waren Singlehaushalte und in 5,5 Prozent lebten Menschen im Alter von 65 Jahren oder darüber. Die Durchschnittshaushaltsgröße betrug 2,81 und die durchschnittliche Familiengröße lag bei 3,27 Personen.
Auf das gesamte County bezogen setzte sich die Bevölkerung zusammen aus 28,6 Prozent Einwohnern unter 18 Jahren, 10,3 Prozent zwischen 18 und 24 Jahren, 34,0 Prozent zwischen 25 und 44 Jahren, 19,4 Prozent zwischen 45 und 64 Jahren und 7,8 Prozent waren 65 Jahre alt oder darüber. Das Durchschnittsalter betrug 31 Jahre. Auf 100 weibliche Personen kamen 102,8 männliche Personen, auf 100 Frauen im Alter ab 18 Jahren kamen statistisch 102,1 Männer.
Das jährliche Durchschnittseinkommen eines Haushalts betrug 47.323 USD, das Durchschnittseinkommen der Familien betrug 52.517 USD. Männer hatten ein Durchschnittseinkommen von 36.499 USD, Frauen 28.053 USD. Das Prokopfeinkommen betrug 19.944 USD. 8,9 Prozent der Bevölkerung und 6,5 Prozent der Familien lebten unterhalb der Armutsgrenze. Darunter waren 10,9 Prozent der Bevölkerung unter 18 Jahren und 7,3 Prozent der Einwohner ab 65 Jahren.

## Kultur und Sehenswürdigkeiten

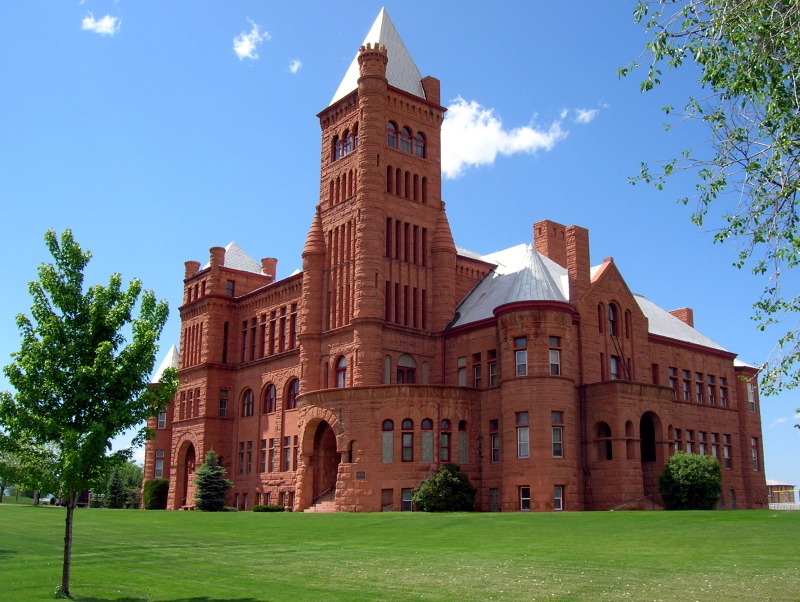
Westminster Castle (2008). Dieses um 1893 im Stile des sogenannten Richardsonian Romanesque errichtete Universitätsgebäude wurde im August 1979 als erstes Objekt des County unter der Bezeichnung Westminster University im NRHP eingetragen.

19 Bauwerke und historische Bezirke (Historic Districts) des Countys sind im National Register of Historic Places („Nationales Verzeichnis historischer Orte“; NRHP) eingetragen (Stand 25. Juli 2022), darunter das ehemalige Gerichts- und Verwaltungsgebäuden des County, zwei Schulen und drei Farmen.

## Städte und Gemeinden
- Aurora
- Barr Lake
- Bennett
- Berkley
- Brighton
- Cabin Creek
- Comanche
- Commerce City
- Cozy Corner
- Derby
- Dupont
- Eastlake
- Eno
- Federal Heights
- Hazeltine
- Hazeltine Heights
- Henderson
- Hi-Land Acres
- Irondale
- Leader
- Living Springs
- Manila
- North Washington
- Northglenn
- Quimby
- Rolla
- Sable
- Shamrock
- Sherrelwood
- Strasburg
- Thornton
- Todd Creek
- Twin Lakes
- Utah Junction
- Watkins
- Welby
- Western Hills
- Westminster
- Zuni